# Bufonite

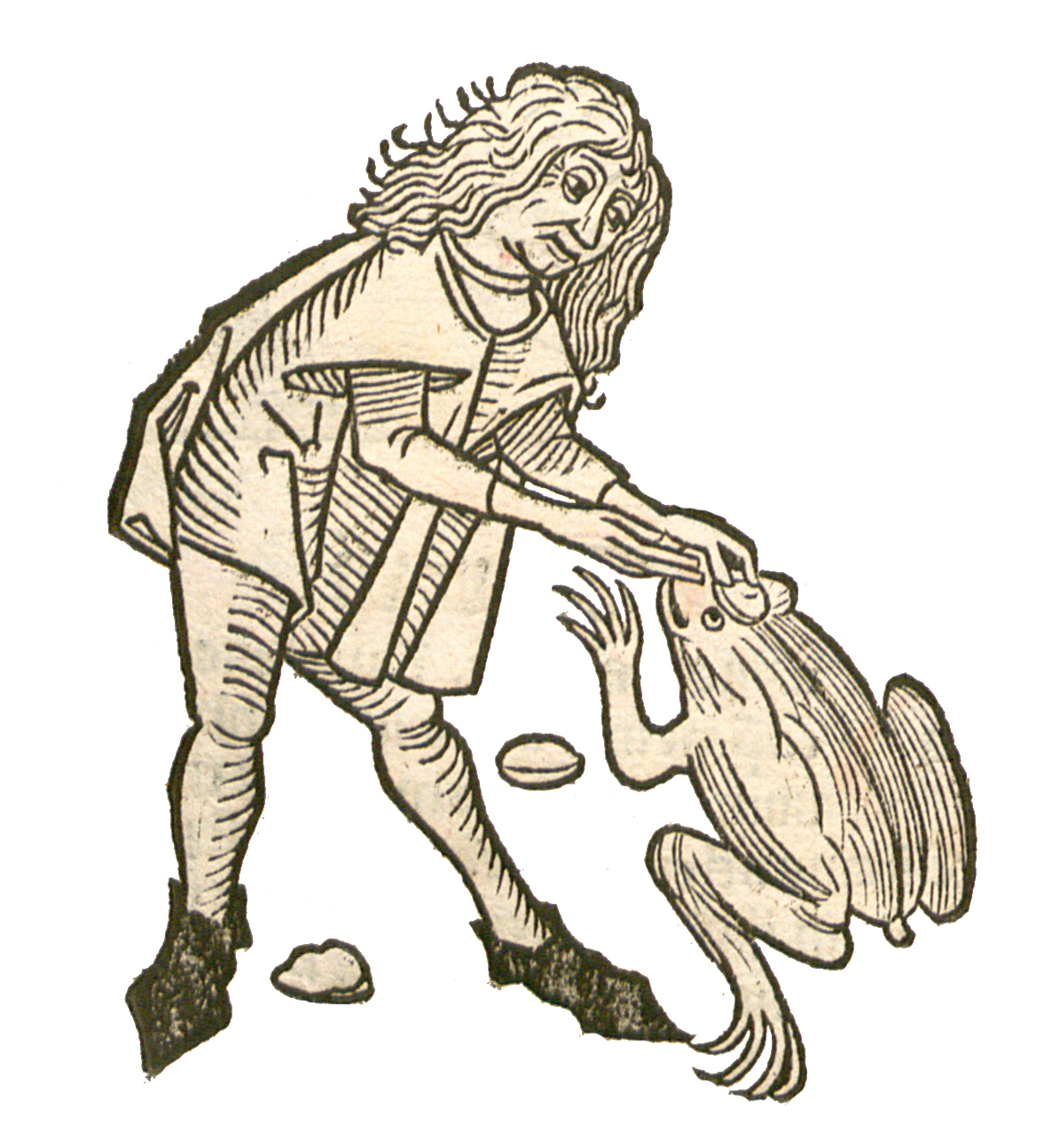
La raccolta della bufonite illustrata nellHortus Sanitatis, enciclopedia di storia naturale pubblicata a Magonza nel 1491.

La bufonite (termine proveniente dal latino bufo, rospo) è una leggendaria pietra o gemma magica che si credeva si trovasse all'interno della testa dei rospi. Le leggende le attribuiscono la proprietà di essere un antidoto contro i veleni. Tali pietre non sono in realtà altro che denti fossilizzati di Lepidote, un pesce appartenente alla classe degli attinopterigi che popolava i mari del Giurassico e del Cretacico. Venivano descritte come pietre dalla forma perfetta, utilizzate in epoca medievale dai gioiellieri europei per produrne anelli e amuleti magici, pratica che non cessò fino al XVIII secolo.

## Leggenda
I fossili di lepidote sono stati associati alla bufonite e altre pietre simili presenti nella testa dei rospi fin dall'antichità. Questi animali secernono infatti tossine dalle ghiandole presenti nella loro pelle, dando luogo alla la convinzione che essi dovessero necessariamente possedere al loro interno un qualche tipo di antidoto contro il loro stesso veleno, che assunse con il tempo la forma di pietra magica. I primi riferimenti alla bufonite si hanno in Plinio il vecchio, nel I secolo d.C..
La bufonite, oltre ad essere considerata un antidoto, era anche impiegata nel trattamento dell'epilessia. Già nel XIV secolo le persone erano solite indossare gioielli contenenti bufoniti per via delle loro presunte proprietà magiche.
Vi erano inoltre specifiche regole da seguire per l'estrazione della pietra. Il rospo dalla quale la bufonite veniva raccolta, per esempio, doveva essere vecchio, ma ancora in vita. Secondo quanto affermato dal naturalista Edward Topsell nel XVII secolo, l'operazione doveva essere svolta posizionando prima il rospo su un panno rosso.

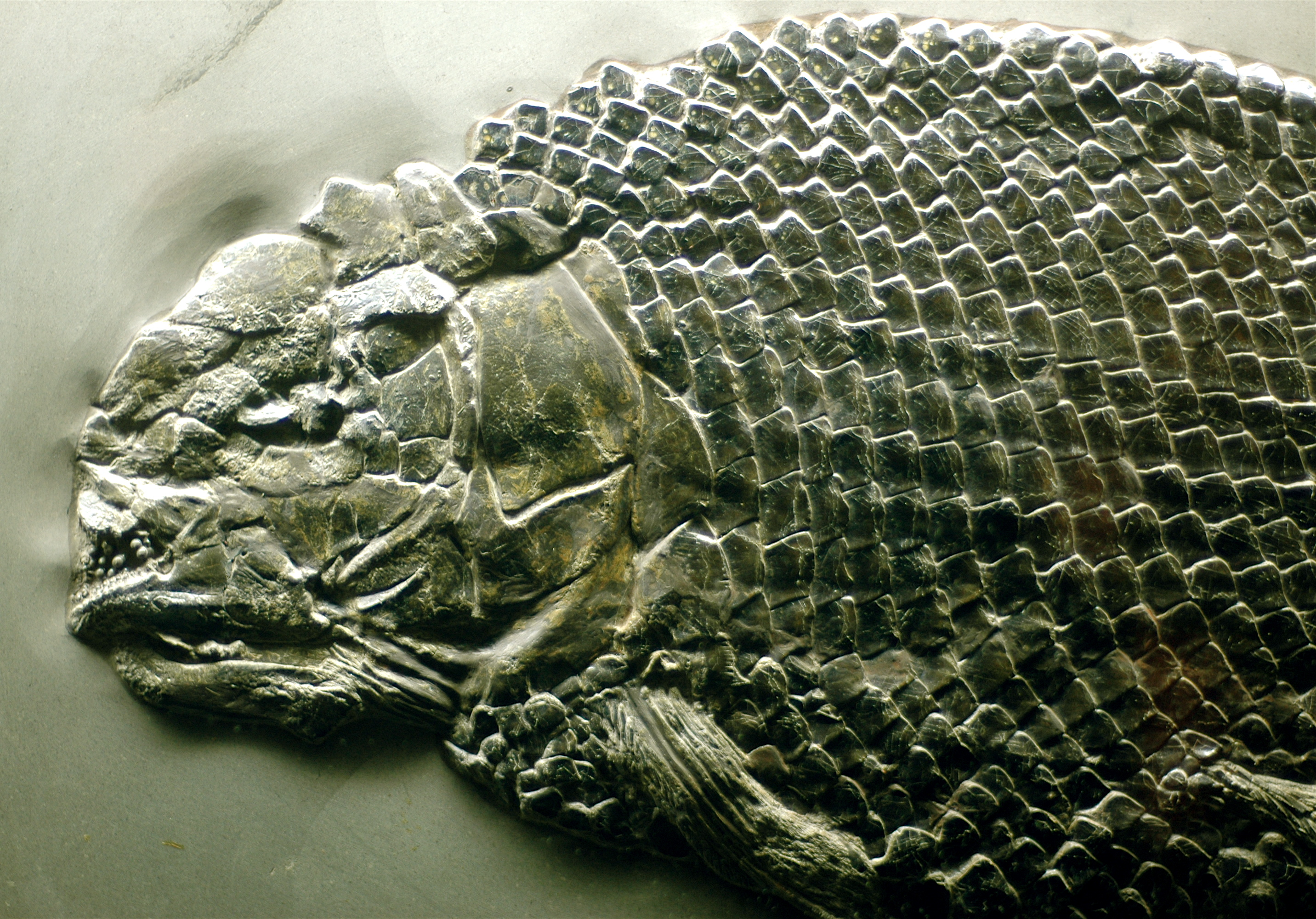
Fossile di Lepidote. I denti della creatura sono all'origine delle leggende sulla bufonite.

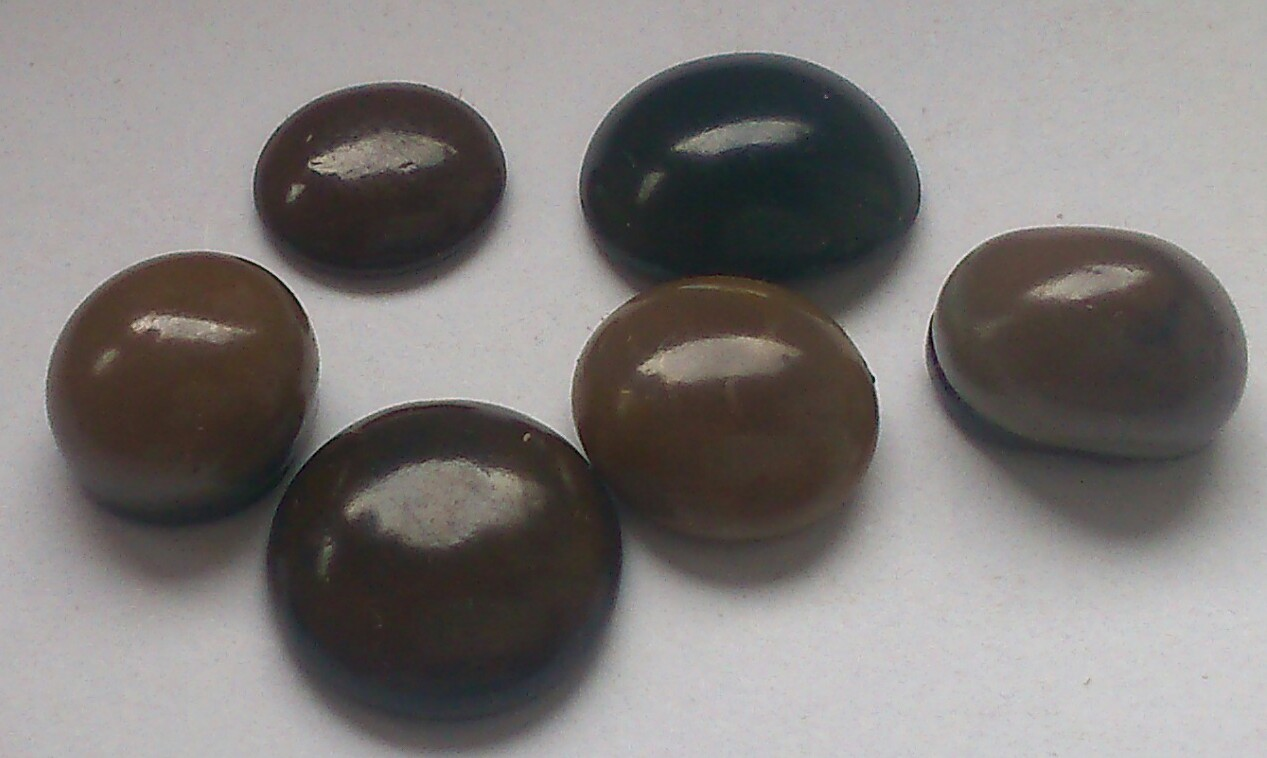
Alcune bufoniti risalenti al periodo Giurassico, rinvenute all'interno di sedimenti nell'Oxfordshire, nel Regno Unito.

Secondo i gioiellieri dell'epoca, una bufonite autentica si distingueva per le dimensioni (non doveva infatti essere più grande dell'unghia di una mano) e per il colore, variabile tra il marrone-biancastro, il verde e il nero, a seconda del luogo di raccolta. Per manifestare efficacemente le sue proprietà magiche la pietra doveva essere indossata a diretto contatto con la pelle. In presenza di veleno, essa si sarebbe riscaldata, cambiando colore ed emettendo un liquido. In caso di morso di una creatura velenosa, per esempio un serpente, si premeva la bufonite sulla parte colpita per neutralizzare il veleno e guarirla. Johannes de Cuba nel suo Gart der Gesundheit (opera del 1485) sosteneva che la pietra avesse effetti benefici in grado di curare le malattie renali e di migliorare l'umore.
Diverse bufoniti non incastonate in gioielli sono state rinvenute insieme ad altre gemme nel tesoro di Cheapside. Anelli contenenti bufonite sono invece conservati a Oxford, presso l'Ashmolean Museum e a Londra, all'interno del British Museum.

## Batrachite
Le leggende sulla bufonite si svilupparono in parallelo a quelle su una gemma magica simile, la batrachite. Anche ad essa venivano infatti attribuite proprietà antidotiche, ma a differenza della bufonite essa non era associata al rospo, bensì alla rana. Batrachite deriva infatti dal greco βάτραχος, rana. Essa poteva essere rinvenuta all'interno del cranio delle rane, con le quali condivideva il colore verde pallido.

## Nella letteratura
Nella commedia di William Shakespeare Come vi piace (1599), il personaggio Duca fa un'allusione alla bufonite, all'interno della prima scena del secondo atto, nella quale menziona un gioiello prezioso contenuto nella testa del rospo.
Nel breve racconto di James Branch Cabell Balthazar's Daughter (La figlia di Baldassarre) e nel suo adattamento teatrale The Jewel Merchants (I mercanti di gioielli), il protagonista Alessandro de Medici tenta di sedurre la giovane Graciosa elencando i vari gioielli in suo possesso, compresi alcuni "tagliati dal cervello di un rospo".

## Nella cultura di massa
- Nel gioco di ruolo Dungeons and Dragons, gli slaad sono creature simili a rane antropomorfe che all'interno del loro cranio hanno una gemma preziosa.
- Oggetti fatti di batrachite appaiono all'interno del videogioco per PC New World.